# Siel
Siel – potok błotny, spływ błotny, mura (spolszczenie niemieckiego terminu die Mure- określającego spływy błotne w Alpach), rodzaj spływu pokrywy zwietrzelinowej, zachodzący w górach wysokich (np. w Alpach, na Kaukazie) przy zbytnim nasyceniu wodą skał (zwietrzeliny skalnej).
W Polsce mury, czyli spływy błotno-gruzowe występują w Karkonoszach, przede wszystkim w obrębie kotłów polodowcowych.
W zależności od składu granulometrycznego dzielimy je na:
- błotno-gliniaste
- błotno-gruzowe